# Lissoporcellana nitida
Lissoporcellana nitida is een tienpotigensoort uit de familie van de Porcellanidae. De wetenschappelijke naam van de soort is voor het eerst geldig gepubliceerd in 1882 door Haswell.